# Ampedus pomorum
Ampedus pomorum är en skalbaggsart som först beskrevs av Herbst 1784.  Ampedus pomorum ingår i släktet Ampedus, och familjen knäppare. Arten är reproducerande i Sverige.

## Bildgalleri

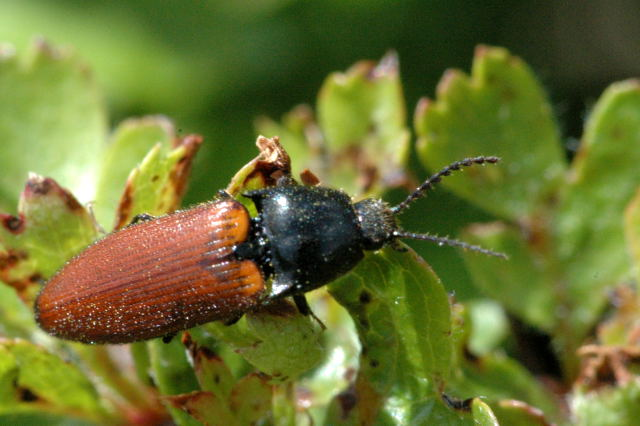
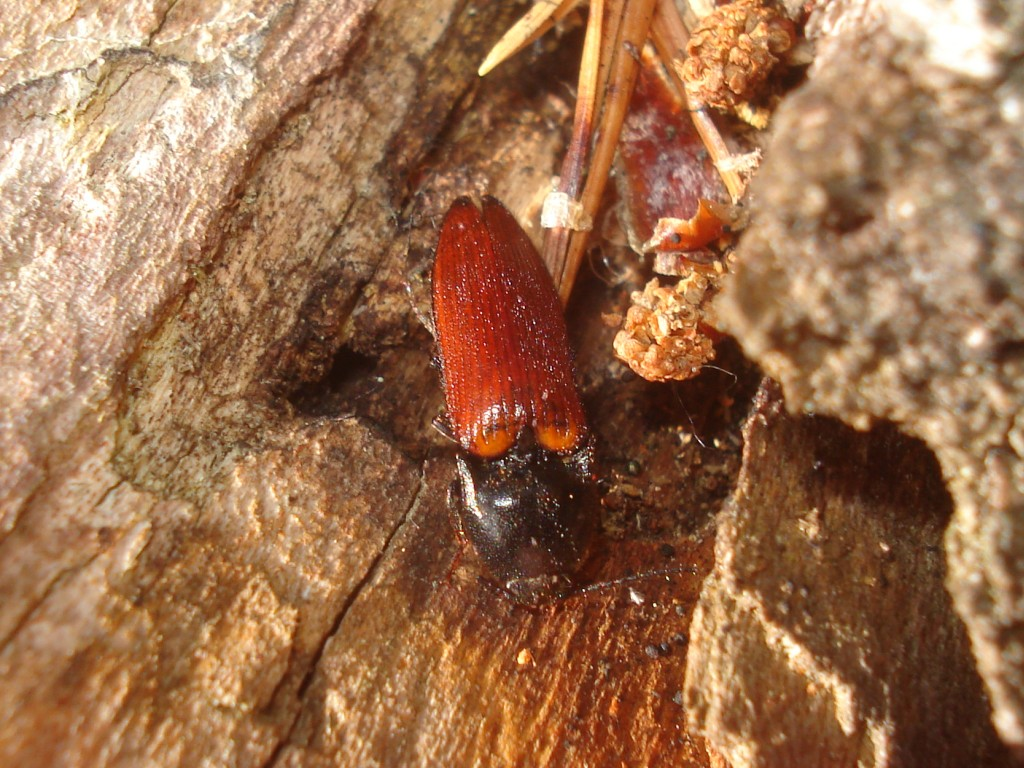
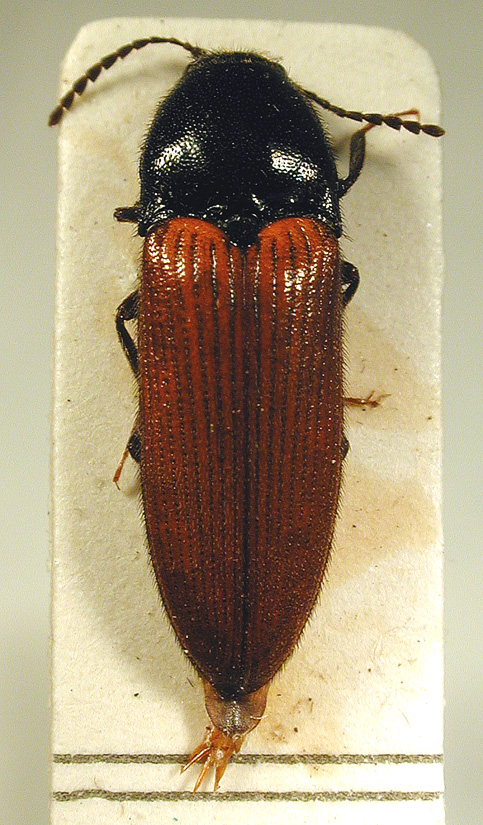